# 横須賀火力発電所
横須賀火力発電所（よこすかかりょくはつでんしょ）は神奈川県横須賀市久里浜にあるJERAグループの石炭火力発電所。JERAパワー横須賀合同会社が運営する。元は東京電力の発電所であった。

## 概要
東京電力が1957年に建設を開始し、1960年に1号機が運転を開始、8号機までとガスタービン発電設備2基が建設された。1961年、2号機を建設していた最中にボイラーが崩壊して10人が死亡、3人が重軽傷を負う災害も発生している。
8号機完成後は、当時世界最大の出力を持つ火力発電所であったが、老朽化や燃料情勢の変化などにより5〜8号機と2号ガスタービンが2004年10月から長期計画停止（5号機以外は2005年夏季に再開するも同年10月に再度長期計画停止）となり、さらには1、2号機および2号ガスタービンが廃止された。
2007年9月に柏崎刈羽原子力発電所停止による電力不足解消のため、7、8号機の運転を再開、一度廃止した2号ガスタービンを再稼働させたが、リーマンショック後の不況による電力需要の落ち込みや柏崎刈羽原子力発電所6、7号機の再稼働を要因として、2010年4月に稼働していた全号機が長期計画停止となった。
2011年3月11日の東北地方太平洋沖地震と津波により複数の発電施設が被災し、電力供給力が大幅に低下したため、3、4号機と1、2号ガスタービンを同年7月までに再稼働させたが、被災火力発電所の復旧等により、2014年4月1日に3、4号機と1、2号ガスタービンは再び長期計画停止となった。
2016年4月、東京電力の分社化により、当発電所は東京電力フュエル&パワーに移管された。2017年3月31日をもって全号機廃止となった。
3号機の運転開始から50年以上が経過したため、設備更新が計画され、2019年8月、着工に至った。事業主体は、株式会社JERAの100%子会社であるJERAパワーインベストメント合同会社の100%子会社（JERAの孫会社）であるJERAパワー横須賀合同会社である。2023年6月30日に新1号機が、同年12月22日に新2号機が営業運転を開始した。
新1号機・新2号機で使用する燃料は海外炭であり、外航船から川崎港の三井埠頭・横浜港の国際埠頭に陸揚げされ、内航船に積み替えて当発電所まで輸送されている。当発電所の構内には、約10万トンの石炭を貯蔵する屋内式貯炭場がある。新1号機・新2号機の両機がフル稼働すると1日当たり約1万トンの石炭を消費する。

## 発電設備
新1号機
発電方式：汽力発電方式
定格出力：65万kW
使用燃料：石炭
蒸気条件：超々臨界圧（Ultra Super Critical）
熱効率：43.0%（高位発熱量基準）
着工：2019年8月
営業運転開始：2023年6月30日
新2号機
発電方式：汽力発電方式
定格出力：65万kW
使用燃料：石炭
蒸気条件：超々臨界圧（USC）
熱効率：43.0%（高位発熱量基準）
着工：2020年4月
営業運転開始：2023年12月22日

## 廃止された発電設備

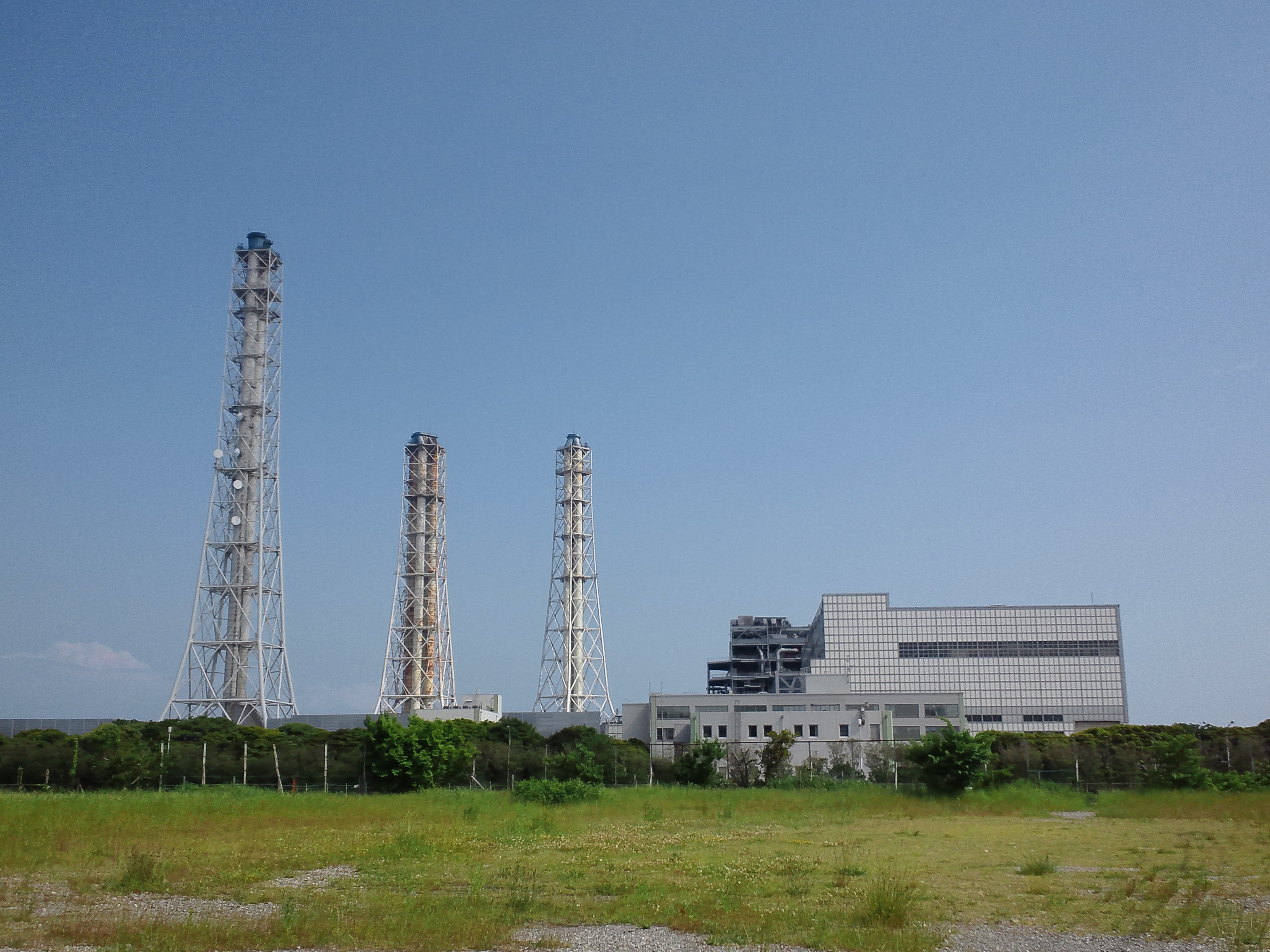
2012年5月18日撮影

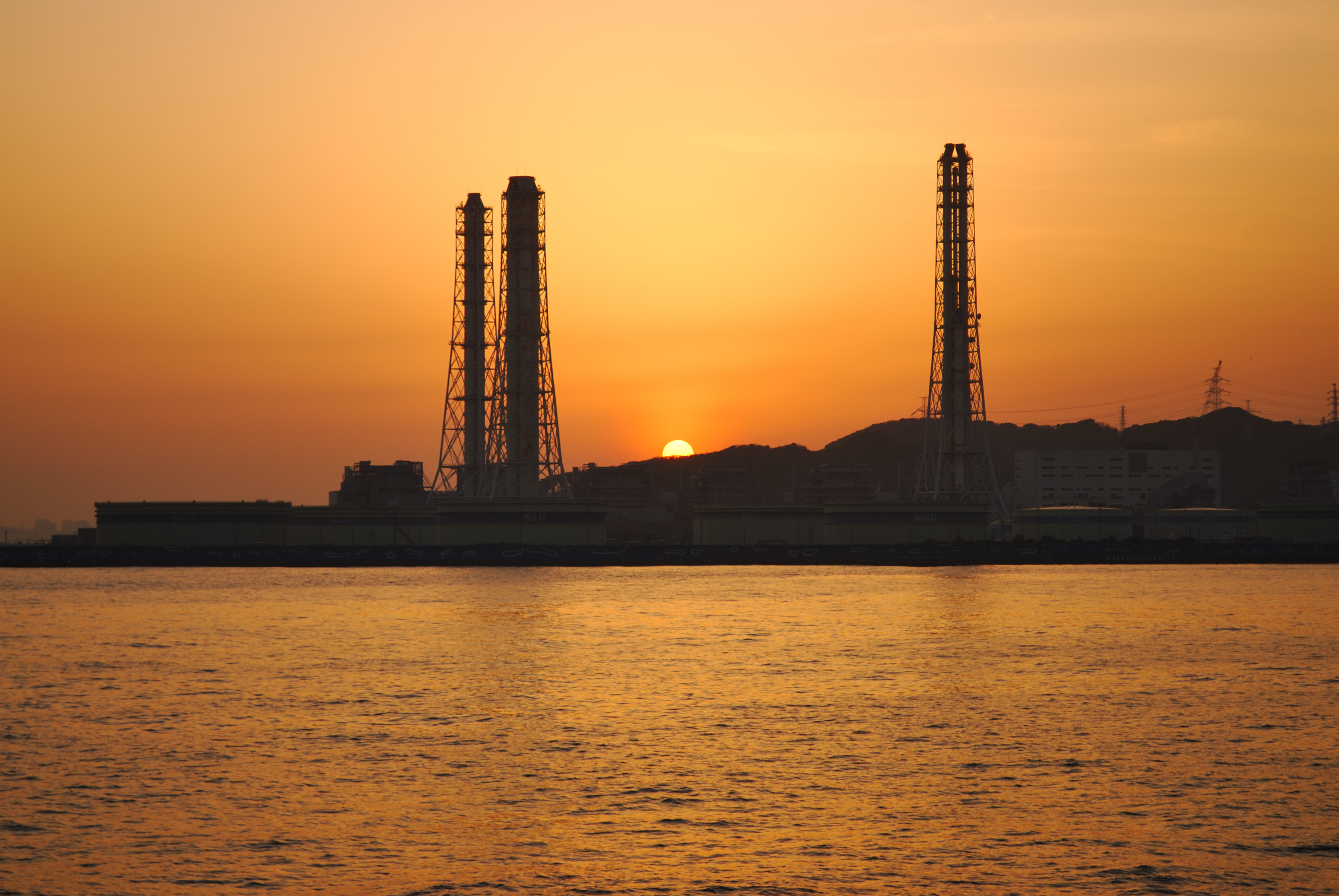
夕暮れの発電所

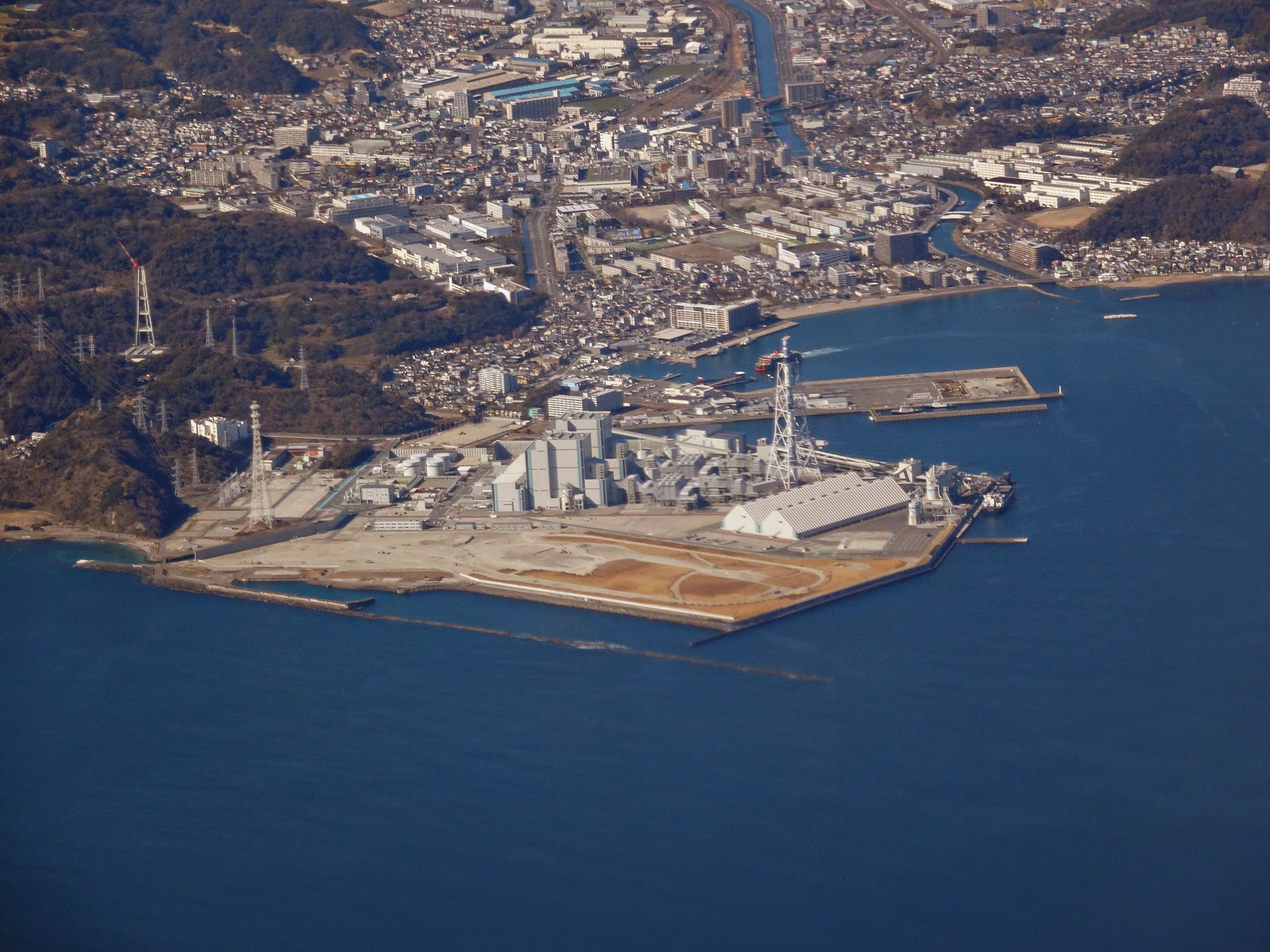
発電所を空撮（2025年1月）

1、2号機は運転開始当初は石炭専焼であったが、のちに石油専焼に転換した。3～8号機は当初より石油専焼である。
- 発電方式：1～8号機:汽力発電方式

（旧）1号機（廃止）
定格出力：26.5万kW（GE）
使用燃料：重油（当初は石炭）
熱効率：42.4%（低位発熱量基準）
営業運転期間：1960年10月 - 2004年12月20日（2001年4月より長期計画停止）
（旧）2号機（廃止）
定格出力：26.5万kW（東芝）
使用燃料：重油（当初は石炭）
熱効率：42.4%（低位発熱量基準）
営業運転期間：1962年9月 - 2006年3月27日（2004年10月より長期計画停止）
（旧）3号機（廃止)
定格出力：35万kW（GE）
使用燃料：重油、原油
熱効率：42.2%（低位発熱量基準）
営業運転期間：1964年5月 - 2017年3月31日（2014年4月より長期計画停止）
（旧）4号機(廃止)
定格出力：35万kW（東芝）
使用燃料：重油、原油
熱効率：42.2%（低位発熱量基準）
営業運転期間：1964年7月 - 2017年3月31日（2014年4月より長期計画停止）
（旧）5号機(廃止)
定格出力：35万kW（東芝）
使用燃料：重油、原油
熱効率：42.2%（低位発熱量基準）
営業運転期間：1966年7月 - 2017年3月31日（2004年10月より長期計画停止）
（旧）6号機(廃止)
定格出力：35万kW（東芝）
使用燃料：重油、原油
熱効率：42.2%（低位発熱量基準）
営業運転期間：1967年1月 - 2017年3月31日（2005年10月より長期計画停止）
（旧）7号機(廃止)
定格出力：35万kW（東芝）
使用燃料：重油、原油
熱効率：42.2%（低位発熱量基準）
営業運転期間：1969年9月 - 2017年3月31日（2010年4月より長期計画停止）
（旧）8号機(廃止)
定格出力：35万kW（東芝）
熱効率：42.2%（低位発熱量基準）
使用燃料：重油、原油
営業運転期間：1970年1月 - 2017年3月31日（2010年4月より長期計画停止）
（旧）1号ガスタービン（非常用）（廃止)
発電方式：ガスタービン発電方式
定格出力：3万kW
使用燃料：軽油
熱効率：24.2%（低位発熱量基準）
営業運転期間：1971年7月 - 2017年3月31日（2014年4月より長期計画停止）
（旧）2号ガスタービン(廃止)
発電方式：ガスタービン発電方式
定格出力：14.4万kW
使用燃料：都市ガス、軽油
熱効率：32.8%（低位発熱量基準）
営業運転期間：1992年7月 - 2017年3月31日（2014年4月より長期計画停止）
　　（2000年3月廃止、2003年7月再設置）
　　（2005年10月より長期計画停止、2006年3月27日廃止、2007年9月11日再設置）

### 緊急設置電源
2011年3月11日の東北地方太平洋沖地震と津波により複数の発電施設が被災し、電力供給力が大幅に低下したため、緊急設置電源が新設された。
電力需給が逼迫した際に稼働していたが、被災火力発電所の復旧等により、2013年3月31日に3号系列が廃止、同年5月10日に5、6号系列が廃止され、当発電所の緊急設置電源は全廃された。
- 総出力：32万9,600kW（全設備完成当時）

3号系列ガスタービン（緊急設置電源）（廃止）
発電方式：ガスタービン発電方式
定格出力：7万5,900kW
　2万5,300kW× 3台　（リース）
使用燃料：軽油
熱効率：35.1%（低位発熱量基準）
営業運転期間：3-1～3号：2011年8月2日 - 2013年3月31日
5号系列ガスタービン（緊急設置電源）（廃止）
発電方式：ガスタービン発電方式
定格出力：10万2,100kW
　2万6,300kW × 3台　（リース）　※5-1、2、4号
　2万3,200kW × 1台　（リース）　※5-3号
使用燃料：軽油
熱効率
　34.1%（低位発熱量基準）　※5-1、2、4号
　32.6%（低位発熱量基準）　※5-3号
営業運転期間：5-1～4号：2011年8月2日 - 2013年5月10日
6号系列ガスタービン（緊急設置電源）（廃止）
発電方式：ガスタービン発電方式
定格出力：15万1,600kW
　2万6,300kW × 4台　（リース）　※6-1、3、5、6号
　2万3,200kW × 2台　（リース）　※6-2、4号
使用燃料：軽油
熱効率
　34.1%（低位発熱量基準）　※6-1、3、5、6号
　32.6%（低位発熱量基準）　※6-2、4号
営業運転期間
　6-1～3、5、6号：2011年8月2日 - 2013年5月10日
　6-4号：2011年6月30日 - 2013年5月10日

## アクセス
横須賀線久里浜駅・京急久里浜線京急久里浜駅より野比海岸行き路線バス利用、「東電前」下車。

## 発電もなか
完成当時、発電所としての総出力が世界最大であったため、地元商店街の和菓子屋から地元銘菓として「発電もなか」という名称で発電機を模した形状の最中が土産品として1970年代頃から販売され人気を集めたが、2008年に和菓子店が閉店したことに伴い販売終了となった。

## 登場作品
『太陽を盗んだ男』（1979年）
東海村にある原子力発電所の外観として当発電所が登場。沢田研二演じる主人公が発電所内部に侵入、原子爆弾製造のために液体プルトニウムを強奪する。